# Varnava (patriarca serbo)
Varnava (in serbo: Varnava (Варнава), nato Petar Rosić (Петар Росић), italianizzato talvolta in Barnava; Pljevlja, 11 settembre 1880 – Belgrado, 23 luglio 1937) è stato il 40º primate della Chiesa ortodossa serba, dal 1930 al 1937, dopo essere stato metropolita di Skopje tra il 1920 e il 1930.
Il titolo completo di Varnava era Sua Santità l'Arcivescovo di Peć, Metropolita di Belgrado e Karlovci, e Patriarca serbo.

## Biografia

### Primi anni di vita e istruzione
Petar Rosić nacque a Pljevlja, all'epoca sotto il dominio ottomano e attualmente situata in Montenegro, l'11 settembre 1880 da Đorđe Rosić e Krsmana Pejatović. Fu battezzato nella chiesa del monastero della Santissima Trinità di Pljevlja. Completò la scuola elementare a nella sua città natale e la formazione teologica e magistrale a Prizren nel 1899. 
Nel 1905 si laureò all'Accademia Teologica di Pietrogrado, in Russia. Dal rettore dell'accademia, il futuro patriarca di Mosca Sergio, ricevette la tonsura monastica il 30 aprile 1905, raggiungendo il grado di ierodiacono il 6 maggio e quello di ieromonaco il 6 giugno dello stesso anno.
Da Pietrogrado, nella seconda metà del 1905, lo ieromonaco Varnava si recò a Istanbul a spese dei russi per iscriversi al seminario teologico di Halka. Accettò l'incarico di sacerdote presso la legazione serba. A quel tempo scriveva sul "Carigradski glasnik", l'unica rivista in lingua serba nell'Impero ottomano, dirigeva una scuola serba e collaborava con il Patriarcato di Costantinopoli.

### Consacrazione a Vescovo
Durante il governo del metropolita di Veles e Debar, Partenij Galas (1907-1913), spesso assente dalla diocesi per lunghi periodi a causa degli affari sinodali a Costantinopoli, la popolazione slava della suddetta diocesi, con l'aiuto del Regno di Serbia, riuscì a ottenere la nomina dell'archimandrita Varnava Rosić alla carica di vescovo vicario in questa diocesi, con il titolo: vescovo di Glavinica. Il vescovo Varnava fu ordinato il 10 aprile 1910 all'interno della chiesa patriarcale del Santo Grande Martire Giorgio a Costantinopoli.
Durante l'amministrazione turca nella Vecchia Serbia, il vescovo Varnava acquisì particolari meriti nel risvegliare e rafforzare la coscienza nazionale serba nella lotta contro la propaganda bulgara e greca. Dopo la fine delle guerre balcaniche e la liberazione della Serbia di Vardar (1912-1913), il metropolita di Veles-Debar Patrenius fu definitivamente trasferito alla diocesi di Melnik (1913), dopodiché Petar Rosić assunse l'amministrazione temporanea della diocesi di Veles-Debar. Nel 1913, causa della partenza dei vescovi greci e dell'esarcato, il vescovo Varnava governò contemporaneamente le parti serbe delle diocesi vicine: Prespa-Ohrid, Pelagonia, Vodena, Poljana e Strumica. Nel 1915, durante la prima guerra mondiale dovette abbandonare la Serbia meridionale e, insieme al popolo e all'esercito serbo, attraversò l'Albania fino a Corfù.
Dopo la guerra, su richiesta del governo serbo, si recò in Russia in missione diplomatica. Quando nel 1920 fu istituito il Patriarcato serbo unificato, Varnava fu eletto metropolita di Skopje il 17 novembre dello stesso anno. Fu eletto patriarca della Chiesa ortodossa serba il 12 aprile 1930.

### Patriarca di Serbia

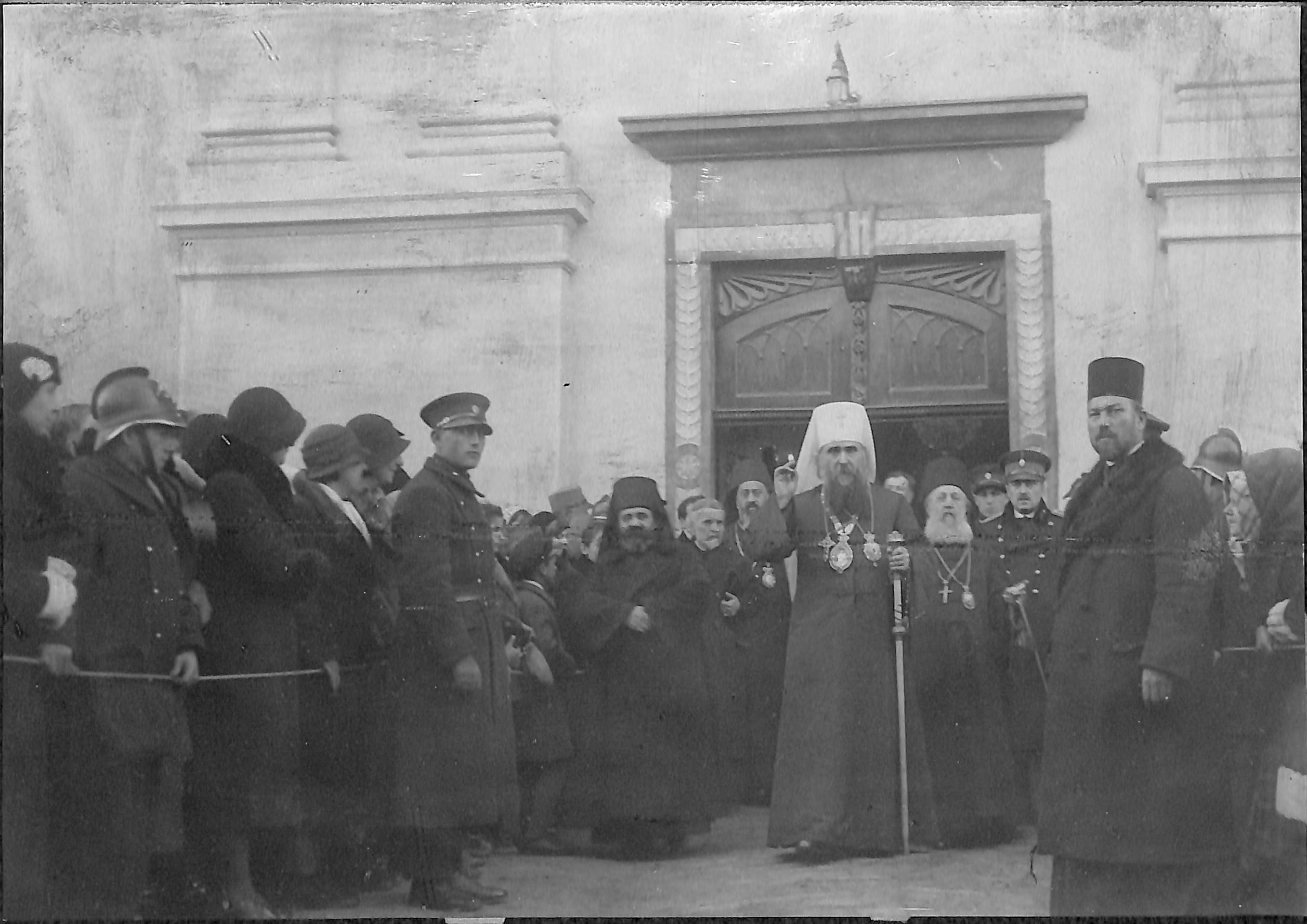
Il patriarca Varnaba alla consacrazione della chiesa dell'Assunzione a Pančevo, 27 gennaio 1931.

Varnava Rosić divenne vescovo all'età di trent'anni, metropolita a quaranta e patriarca a cinquanta. Fu a capo della Chiesa ortodossa serba solo per sette anni, dal 1930 al 1937.
Dalla frammentata Chiesa ortodossa serba in sei diverse aree legislative, amministrative, finanziarie e gerarchiche, Varnava organizzò la Chiesa ortodossa serba in modo moderno con una nuova costituzione ecclesiastica e regole rigide, riuscendo a separarla dallo Stato. Durante questa riorganizzazione furono formate due nuove diocesi, Zagabria e Mukachevo, cosicché la Chiesa serba comprendeva in totale 27 diocesi, con la diocesi vicaria di Scutari in Albania.
Durante il suo mandato la vita ecclesiastica fu molto attiva, tanto che su sua iniziativa, iniziò la costruzione della chiesa di San Sava a Vračar a Belgrado (la più grande chiesa ortodossa in uso al mondo). Fece inoltre erigere un nuovo edificio per l'Arcivescovado sul sito dell'antica Metropolia di Belgrado (l'edificio dell'attuale Patriarcato nelle immediate vicinanze della Cattedrale), nonché il monastero di Vavedenje a Senjak.
Barnaba visse in tempi difficili e incerti, tra cui l'ascesa al potere dei nazisti in Germania, l'assassinio di re Alessandro e la guerra civile spagnola. Si dimostrò fermo e risoluto, soprattutto durante il tentativo di creare un concordato tra il Vaticano e il Regno di Jugoslavia. Fu irremovibile, non perché fosse contrario al concordato in linea di principio, ma perché riteneva che l'accordo favorisse la fede cattolica e islamica a scapito delle altre comunità religiose in Jugoslavia.

### Morte

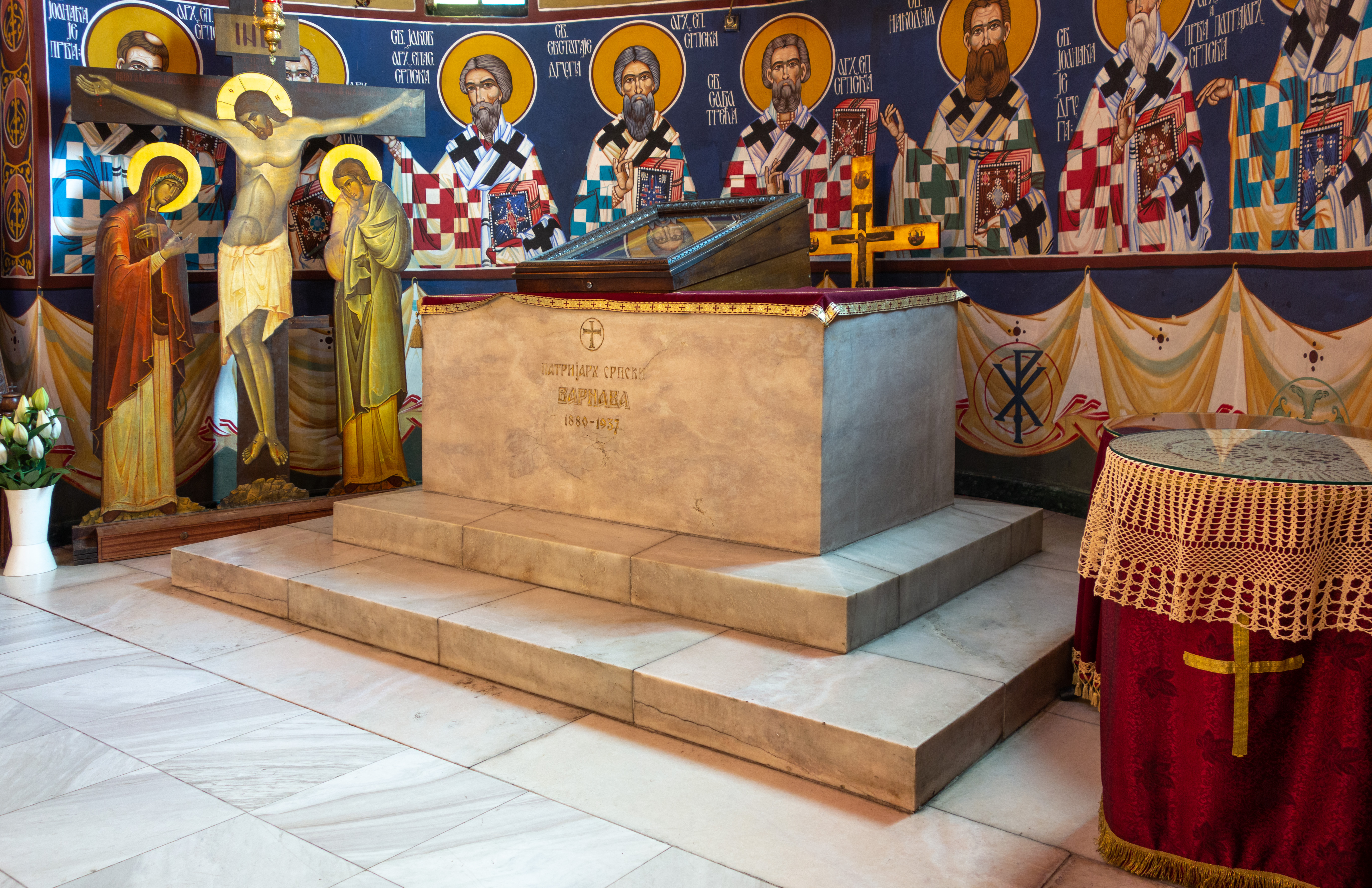
Tomba del patriarca Varnava all'interno della vecchia chiesa di San Sava.

Il patriarca Varnava morì improvvisamente e misteriosamente all'età di 57 anni a Belgrado, il 23 luglio 1937, proprio nel momento in cui l'Assemblea di Jugoslavia votava il suddetto concordato, il quale, pur essendo stato approvato a maggioranza, non entrò mai in vigore proprio a causa dell'omonima crisi che caratterizzò quel periodo. Il patriarca Barnaba venne sepolto temporaneamente nella piccola chiesa di San Sava a Vracar. Fino ad oggi non è stata né confermata né smentita l'opinione che egli sia stato avvelenato proprio a causa della sua posizione inconciliabile sul concordato.